# Lemnia
Lemnia is een Roemeense gemeente in het district Covasna.
Lemnia telt 1989 inwoners.